# 大西雅雄

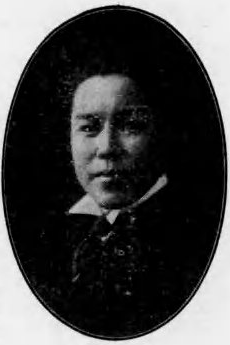
大西 雅雄

大西 雅雄（おおにし まさお、1897年（明治30年）7月24日 - 1994年（平成6年）3月9日）は、大正から平成時代の言語学者、音声学者。別名に大星 雅光。

## 経歴・人物
兵庫県多紀郡城南村野中（現・兵庫県丹波篠山市野中）出身。
1912年（明治45年）篠山高等小学校卒業後、三菱造船所に入社。勤務の傍ら夜学に通い英語を習得し、英文印刷職工に転じ、ついでキリスト教青年会給仕書記を務める。その間、小学校教員検定試験を受け、1917年（大正6年）上京し、中学4年に編入する。
1922年（大正11年）東京外国語学校（現・東京外国語大学）を、さらに駒澤大学人文学部を卒業し、上智大学教授となる。ついで日本女子高等学院（現・昭和女子大学）教授、法政大学教授、駒沢大学教授、日本音声学会会長、日本言語科学研究所長などを歴任した。ほかエディンバラ大学音声学科を卒業した。日本音声学会名誉会長。1949年（昭和24年）文学博士。墓所は多磨霊園。

## 著作
単著
- 『英語発音教本』開拓社、1928年。
- 『英語入門副教本』曙社、1929年。
- 『英語発音五時間講義』大学書林、1931年。
- 『国語の発音 : 応用音声学』大学書林、1931年。
- 『雨山先生遺稿』古川岩太郎、1932年。
- 『英語発音明解』開拓社、1933年。
- 『音声学史』明治書院、1934年。
- 『朗読の原理 : 教育的言語学序説』不老閣、1937年。
- 『国語音声学教科書』文学社、1938年。
- 『明解英語音声学』開拓社、1939年。
- 『英語発音明解』開拓社、1939年。
- 『朗読学 : 教育的言語学序説』修文館、1940年。
- 『日本基本漢字』三省堂、1942年。
- 『国語科学論考』東京修文館、1943年。
- 『正しい発音 : 日本標準音声教本』広文堂書店、1943年。
- 『英語發音の研究』旺文社、1948年。
- 『教育音声学』文学社、1948年。
- 『音声学論考』篠崎書林、1952年。
- 『英語發音五時間』大学書林、1955年。
- 『国語音声教本』広文堂、1955年。
- 『大学入試英語発音問題の解明』旺文社、1957年。
- 『放送ことば 第2 (ニュース・天気予報篇)』東京堂、1957年。
- 大星雅光『秋晴れ : 私選詩歌集』黒潮社、1961年。

共編著
- 神保格『国語の標準発音』三省堂、1933年。
- 『文学社叢書 第1』文学社、1936年。
- 大伏肇『放送ことば 第1 (コマーシャルメッセージ篇)』東京堂、1957年。
- 大伏肇『放送ことば 第3』東京堂、1957年。

## 受賞
- 1969年（昭和44年） - 日本アカデミヤ賞

## 栄典
勲章等
- 1970年（昭和45年） - 紫綬褒章
- 1976年（昭和51年） - 勲三等瑞宝章